# We Were Young - Destinazione Paradiso
We Were Young - Destinazione Paradiso è un film del 2015 diretto da Philippe Guillard.

## Trama
Cinque amici che si conoscono da più di trent'anni - Kiki, Bilou, Gerome, Tony e Pancho - si ritrovano a vivere una emozionante avventura quando uno di loro - Kiki - decide di abbandonare tutto e costringerli ad intraprendere con lui il giro del mondo in barca. Mentre cercano di scoprire la ragione che ha spinto Kiki a prendere questa decisione, il gruppo si trova costretto ad affrontare i vecchi sogni adolescenziali che sembrano non aver mai completamente abbandonato.